# Улица Анрапетутян
Улица Анрапетутян (Республики) (арм. Հանրապետության փողոց), (с 1950 по 1990 год — улица Алавердяна)  — улица в Ереване. Проходит в центральном районе Кентрон от улицы Ханджяна до проспекта Тиграна Меца. Движение на улице одностороннее.

## История
Улица была официально открыта в 1856 году с первоначальным названием Губернская (Нахангаин). В досоветские годы была одной из самых протяженных и главных улиц города. Здесь действовало множество цехов, магазинов, административных учреждений.
С установлением советской власти, в 1921 году была переименована в улицу Ленина, в 1950 году сменила название на улицу Алавердяна по имени основателя коммунистической партии Армении Степана Алавердяна (1888—1920).
В 1980-е годы на месте пересечения данной улицы и Мелик-Адамяна был реализован удачный архитектурный проект, цель которого состояла в том, чтобы воссоздать на этом участке характерную для старого Еревана городскую обстановку.
Современное название (в переводе на русский язык — улица Республики) с 1990 года, в честь Первой Республики.
Раньше улица начиналась от улицы Мовсеса Хоренаци (Маркса в советское время), но 25 марта 2002 года часть улицы Анрапетутян за проспектом Тиграна Меца была переименована в память армянского советского актера театра и кино Мгера (Фрунзика) Мкртчяна.

## Достопримечательности
д. 32 — Бывшее здание персидского консульства (1876—1920)
д. 37 — Бывшая канцелярия губернского управления / резиденция правительства Первой Республики Армения (1918—1920)
д. 74 — школа № 71 имени дважды Героя Советского Союза Нельсона Степаняна

## Известные жители
д. 28 — Гайк Бжишкян (мемориальная доска)

## Галерея

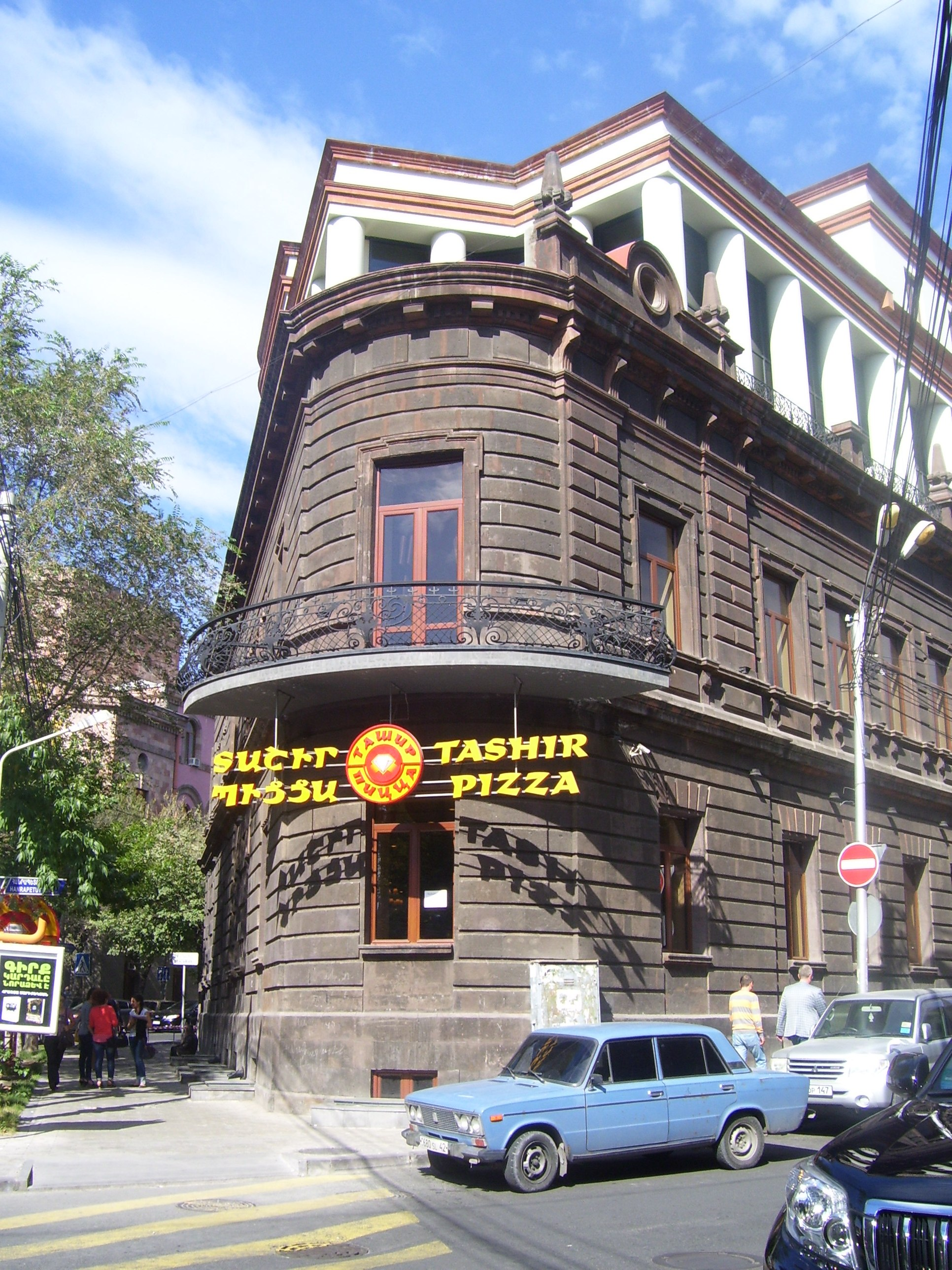
Бывшая резиденция правительства Первой Республики Армения
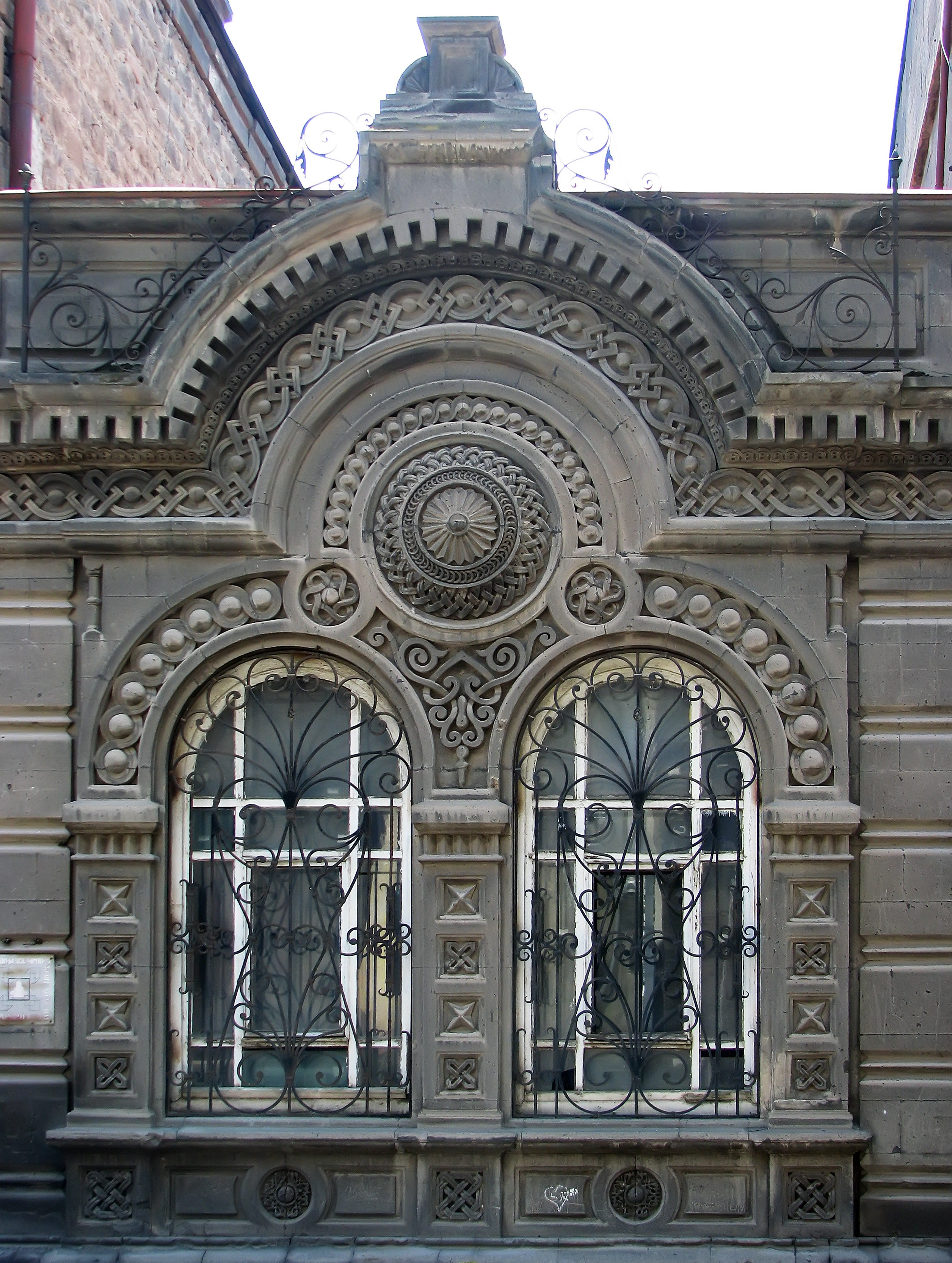
Бывшее здание консульства Персии
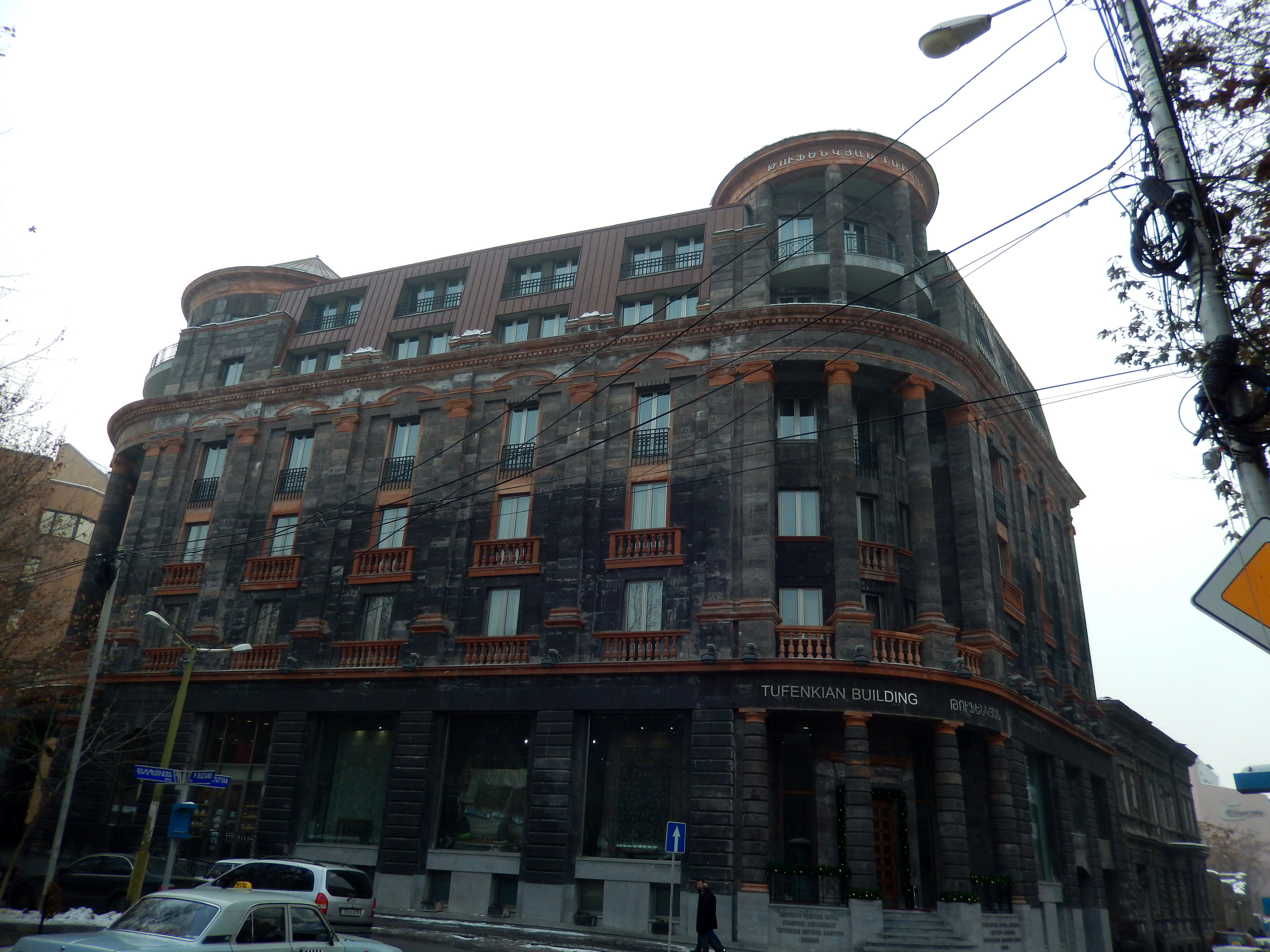
Гостиница Туфенкян (бывшее здание Наркомата юстиции)
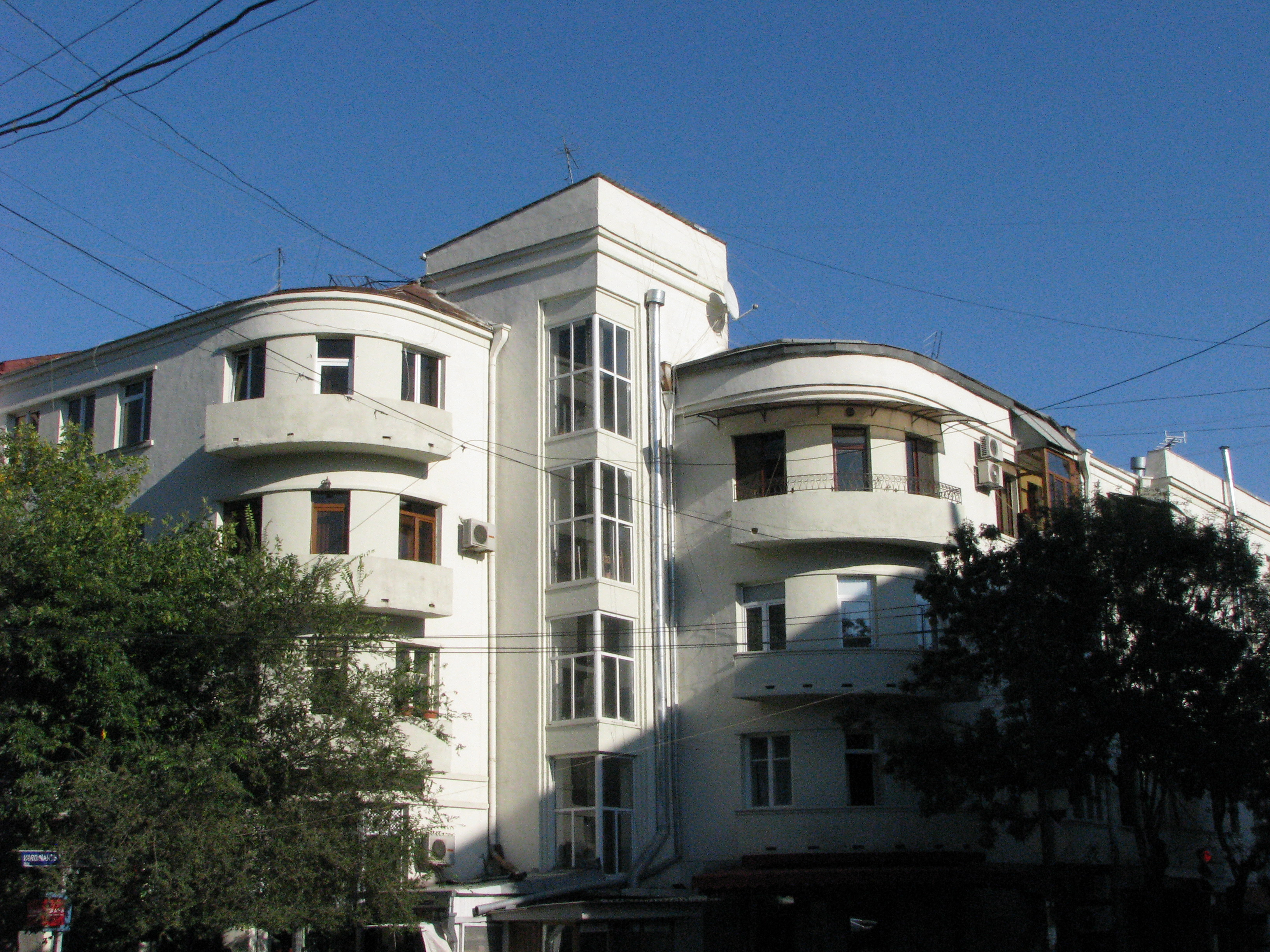
Жилой дом каучукового завода
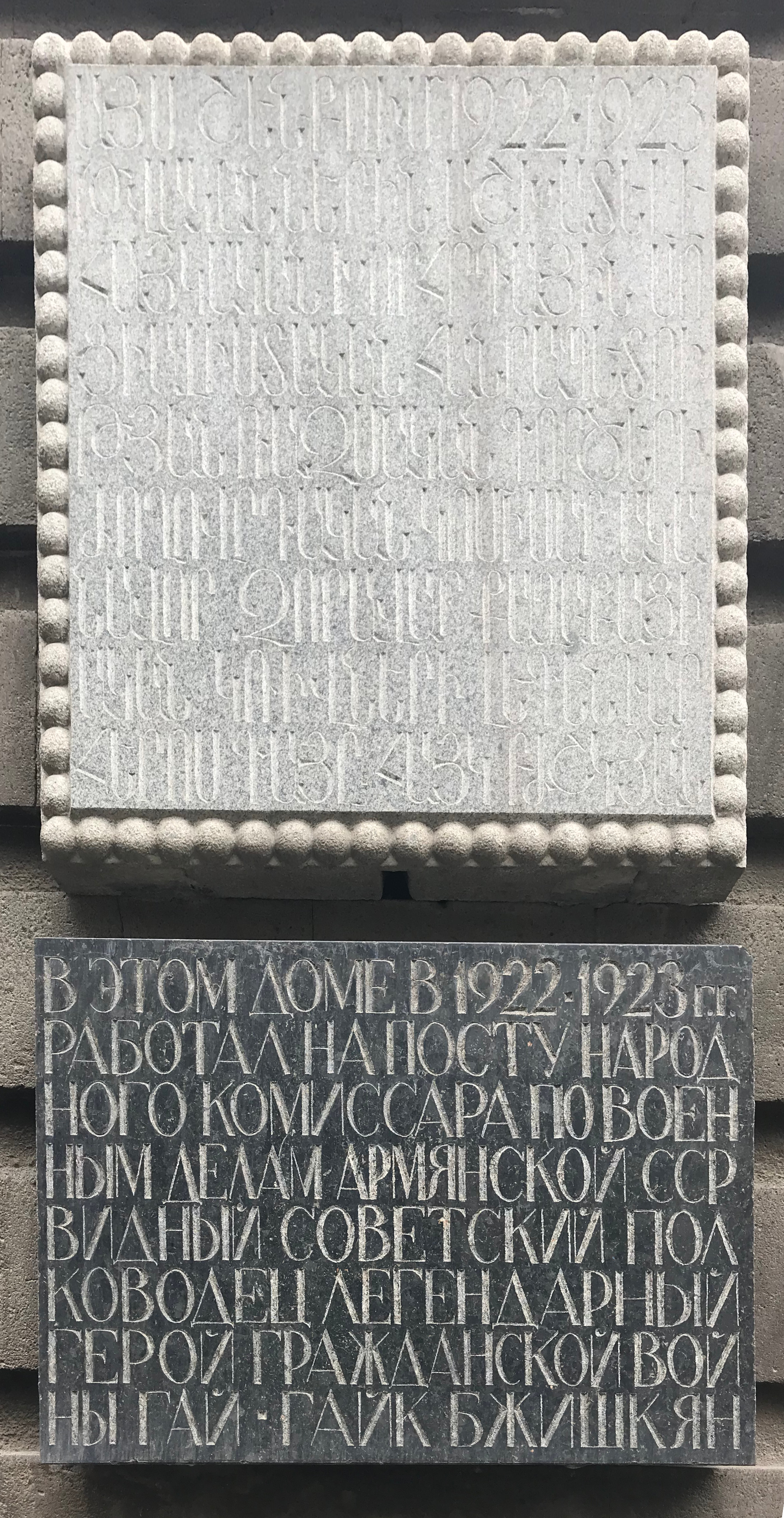
Мемориальная доска Гайку Бжишкяну